# やなぎ (ゲイバー)
やなぎとは、1950年（昭和25年）に東京都港区新橋の烏森神社の境内に開店した、島田正雄（通称：お島さん）が経営したゲイバーである。1989年（平成元年）閉店。

## 概要
戦後初のゲイバーで、後に六本木にゲイバー「吉野」を出す吉野寿雄（吉野のママ）や、銀座にゲイバーを出す青江忠一（青江のママ）が働いていた。1955年（昭和30年）には銀座8丁目にも出店し、そこを本店とした。
「サービスの達人たち」（新潮文庫・旧タイトル「日本のおかま第一号」）では、日本初のゲイバーと紹介されている。しかし戦前の昭和初年には既に、ゲイバー・ゲイクラブはあったといわれている。また江戸時代の元禄年間には現在の売り専バーに似た「陰間茶屋」があった。そのほか吉野によれば、戦前も歌舞伎の大部屋の女形の人が女装して影で小さい店をやっているということはあったという。

## やなぎを訪れた著名人
江戸川乱歩、アラン・ドロン、ピエール・カルダン、イヴ・サン＝ローラン、ミヤコ蝶々、京塚昌子、美川憲一、デヴィ夫人。

## その他
女装家で性社会史研究家の三橋順子によると、1960年代の新宿二丁目の千鳥街の地図に、「やなぎ」という飲み屋の名前がある。だが島田が経営した「やなぎ」と関連性があるのかは不明。1950年代の千鳥街にはゲイバーがいくらか集まり、風俗誌にも紹介されていた。